# Nicolaus Otto
Nikolaus August Otto (Holzhausen an der Haide, 10 de Junho de 1832 – Colônia, 26 de Janeiro de 1891) foi um engenheiro, físico e inventor alemão. É conhecido por ser o inventor do motor de combustão interna do ciclo de Otto (motor a álcool/gasolina).

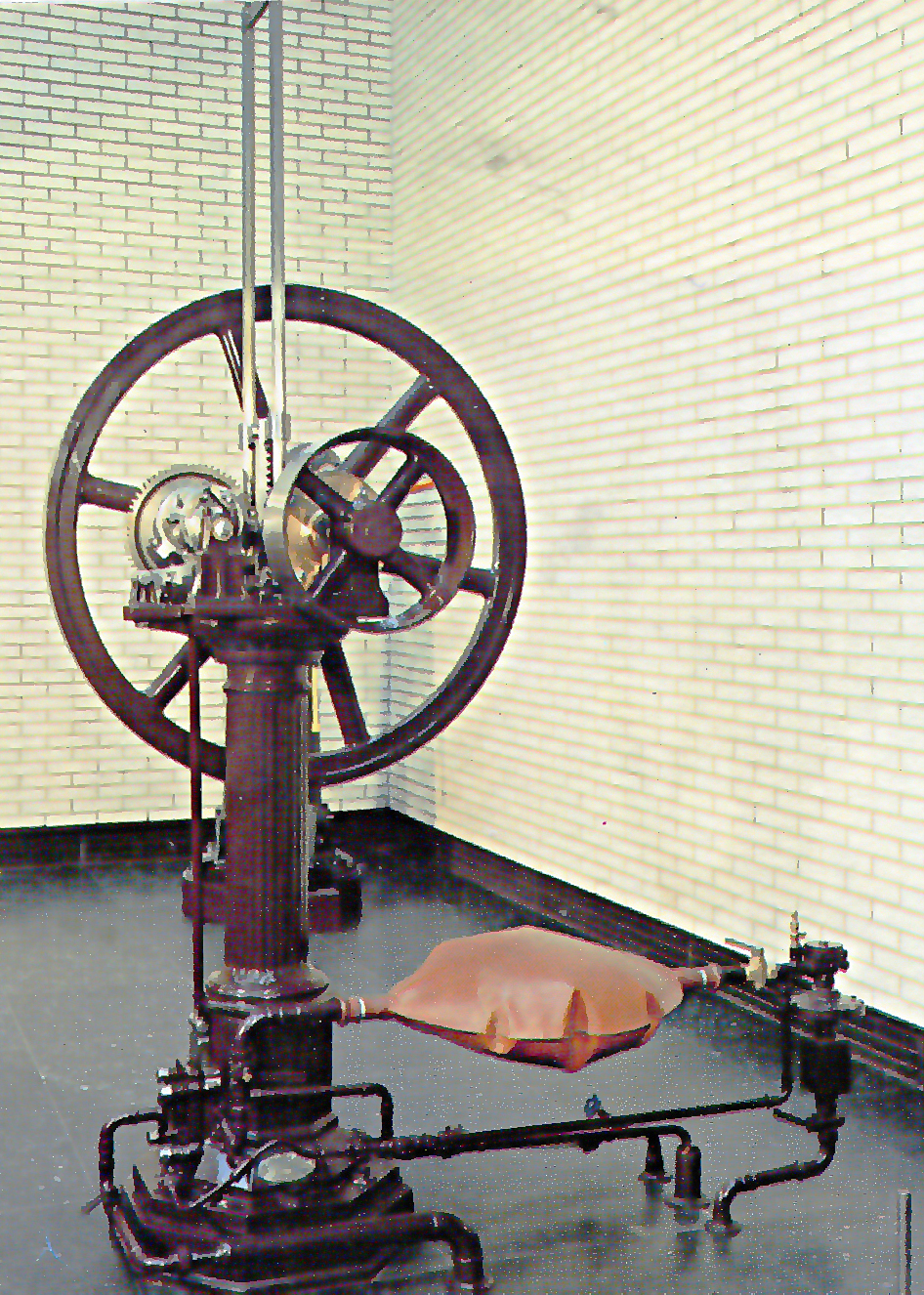
Motor atmosférico de Otto

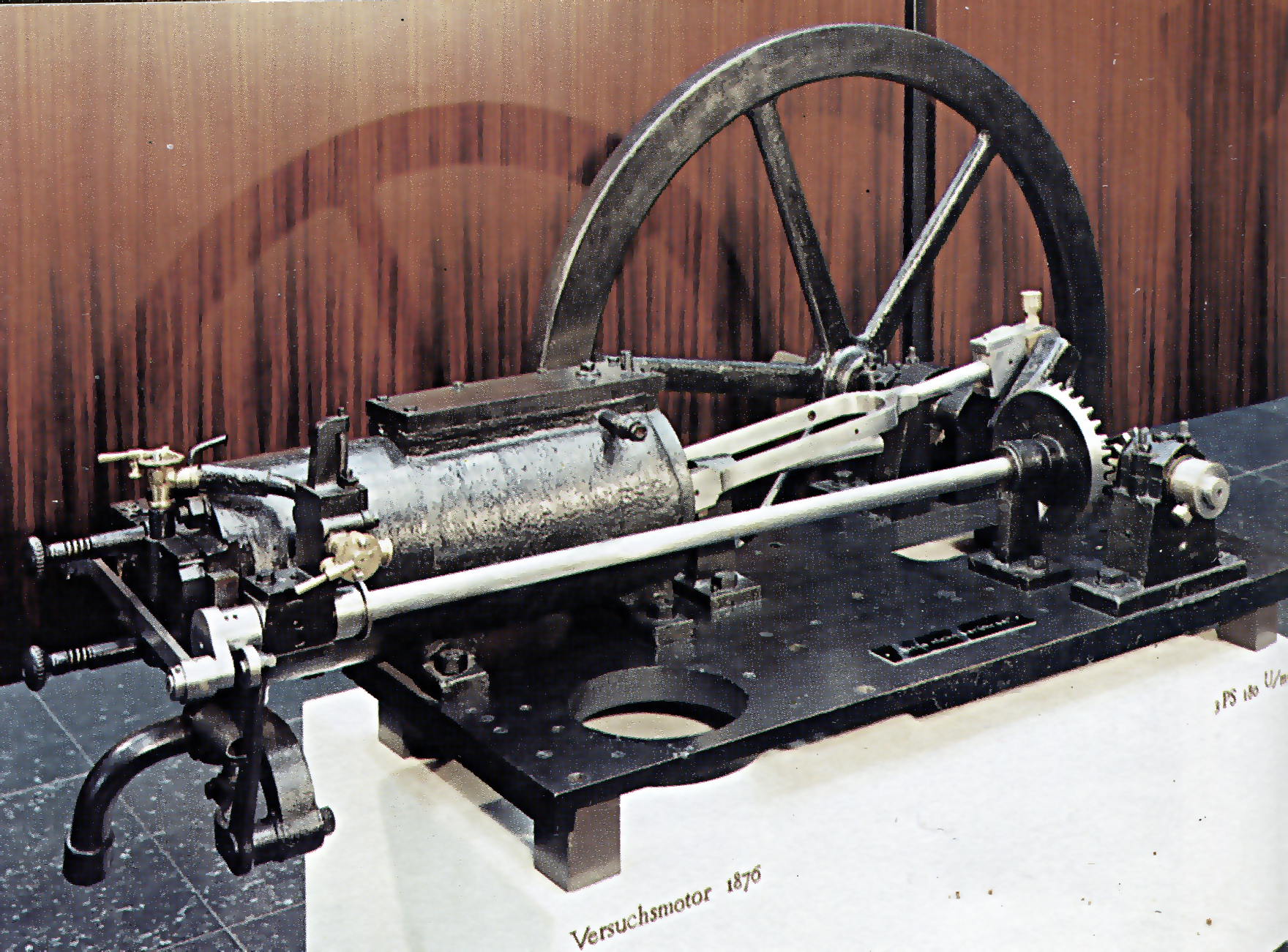
Motor de quatro ciclos de Otto de 1876

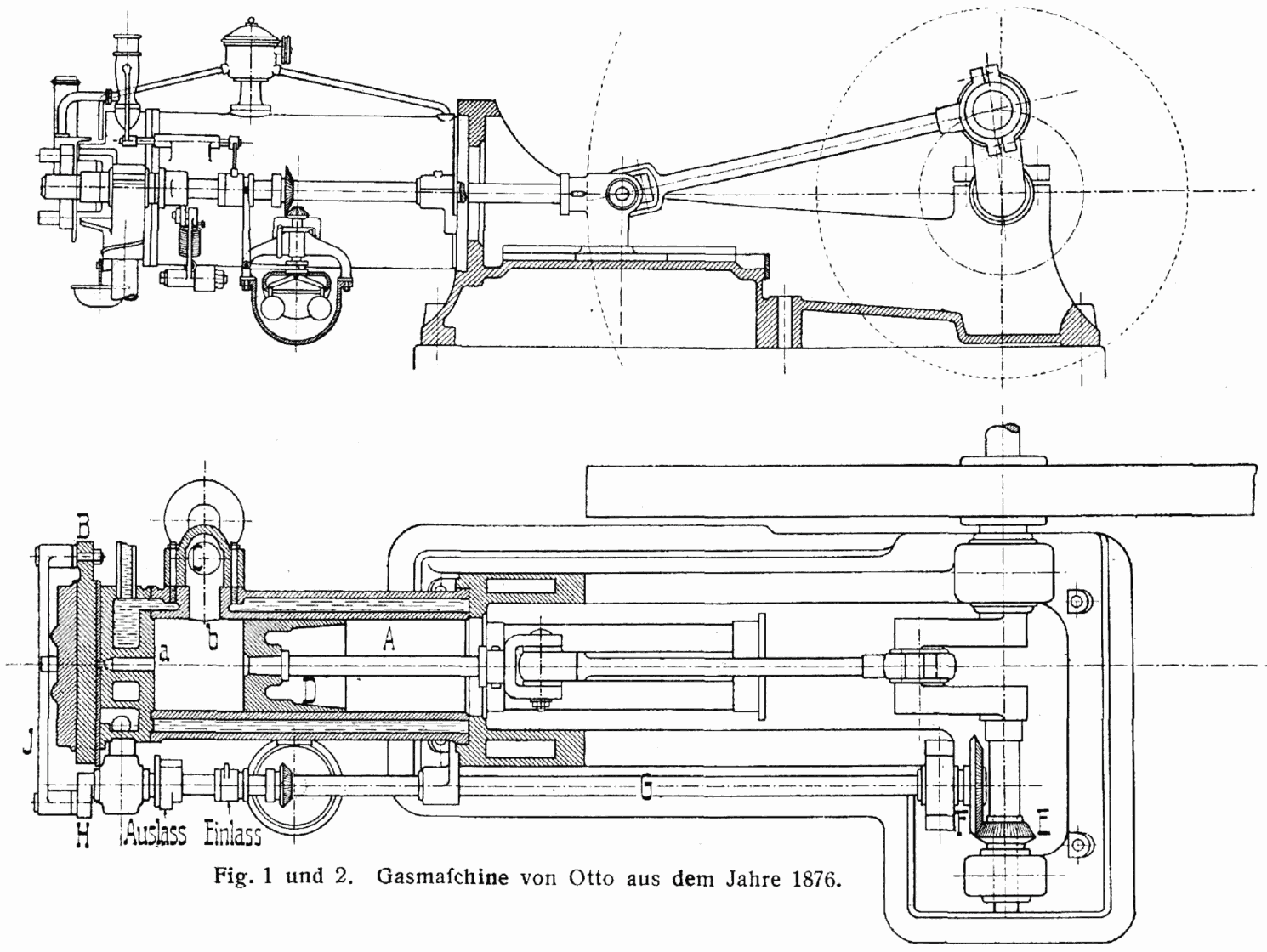
Diagrama do motor de quatro ciclos de Otto de 1876

Inventou e construiu o primeiro motor de combustão interna de quatro tempos e determinou o ciclo teórico sob o qual trabalha o motor de explosão (1876), o conhecido ciclo Otto.
A grande notícia da época era a invenção por Étienne Lenoir de um motor que queimava gás natural. Ele era anexado ao carro mas, apesar de se mover com sua própria força, o motor era ineficiente e barulhento.
Otto acreditava poder melhorar as coisas com um combustível líquido, e começou a experimentar. Construiu seu primeiro motor a gás em 1861 e formou uma sociedade com o industrial alemão Eugen Langen. Originalmente conhecido como N.A. Otto & Cia, a empresa ainda opera, com o nome comercial Deutz AG.

## Biografia
Nikolaus August Otto nasceu em 1832 em Holzhausen, Alemanha. Deixou a escola aos 16 anos e mudou-se para Colônia. Iniciando a sua carreira como vendedor de alimentos em Colônia, Otto se tornou obcecado com o surgimento da tecnologia naqueles dias — gás e vapor. Após ver o motor a gás de carvão desenvolvido pelo francês Jean-Joseph-Étienne Lenoir em 1859, Otto começou suas experiências com os motores de combustão interna.
Em 1864 ele abriu sua empresa perto de Colônia com o industrial alemão Eugen Langen e produziu seu primeiro motor em 1867. Este primeiro motor era um motor de 2 tempos desenvolvido a partir do motor de Lenoir. Depois de cinco anos desenvolvendo o projeto, Otto finalmente ganhou uma medalha de ouro por seu ‘motor de gás atmosférico’ na Exposição de Paris de 1867.
Por um feliz acidente, Otto descobriu o valor da compressão da mistura do combustível e ar antes de queimar. Nasceu assim a ideia do ciclo de Otto, ou ciclo de quatro tempos.
Em 1876 Otto e Langen apresentaram um motor novo de 4 tempos mais eficiente que o anterior que tornou-se o motor do ciclo Otto. Otto patenteou seu ciclo Otto em 1877 e fundou uma empresa que, em poucos anos, vendeu mais de 35 000 motores.
No entanto, em 1886, os competidores invalidaram a patente de Otto mostrando que suas ideias haviam sido propostas anteriormente num artigo obscuro do engenheiro francês Alphonse-Eugène Beau de Roche.
Em 1890, Wilhelm Maybach and Gottlieb Daimler, dois engenheiros da empresa de Otto, abriram uma outra empresa para produzir automóveis com motores de ciclo Otto. O primeiro automóvel Mercedes foi produzido em 1899.
Otto faleceu em 26 de janeiro de 1891, aos 58 anos, em Colônia, Alemanha

## Vida pessoal
Foi casado com Anna Gossi e tiveram sete filhos, dentre eles Gustav Otto, construtor de aviões.

## Primeiros motores de combustão interna

### W. Cecil
Os primeiros motores de combustão interna utilizavam gases em vez de gasolina como combustível. A criação do primeiro motor à gás que realmente funcionou deve-se ao reverendo W. Cecil que o apresentou à Cambridge Philosophical Society (Sociedade Filosófica de Cambridge) em 1820, como resultado de suas experiências com um motor acionado pela explosão de uma mistura de hidrogênio e ar. 

### William Barnett
Depois William Barnett, inventor inglês, patenteou em 1838 a invenção de um motor à gás que comprimia uma mistura de combustível, chamado motor de Barnett, de um único cilindro e êmbolo. 

### Ëtienne Lenoir
O francês Jean Joseph Ëtienne Lenoir construiu o primeiro motor à gás realmente prático em 1860, empregando gás de iluminação de rua como combustível. Tratava-se de um motor monocilíndrico que possuía um sistema de ignição com acumulador elétrico, muito empregado nos anos seguintes para energizar máquinas impressora, tornos e bombas de água.

### Beau de Roche
Outro francês, Beau de Roche, desenvolveu teoricamente um motor de quatro tempos em 1862, mas não o construiu. 

### Otto e Eugen Langen
Quatro anos depois, Otto e o alemão Eugen Langen construíram o primeiro motor à gás de quatro tempos de sucesso e obtiveram em 1876 as patentes nos EUA dos motores de dois tempos e de quatro tempos.

## Funcionamento do Motor
Movido tanto a gasolina quanto álcool, o motor é dividido basicamente em um ciclo de quatro tempos:
1. Admissão
2. Compressão
3. Explosão/expansão
4. Descarga/exaustão

## História do Motor a Combustão Interna do "ciclo de Otto"
O sistema motor propulsor de uma máquina é o responsável por produzir força motriz suficiente para gerar movimento. No automóvel isto não é diferente, pois o conjunto de peças que dão forma ao motor são as responsáveis por gerar, através de um movimento retilíneo, uma resultante de movimento rotativo.
Depois da sua criação o motor de combustão interna criado por Nikolaus August Otto atravessaria os séculos impulsionando as formas de tração mecânica. Com as ciências da antiga geração, do século XVII, foi que o homem buscou construir um mecanismo para gerar força de uma maneira automática, diferente de uma tração humana ou animal, e que pudesse levá-lo a grandes distâncias e certas velocidades maiores que as de seus passos.

### Construção do motor
Foi no ano de 1860 que a ideia de construir uma máquina que utilizasse o benzeno como combustível pode ser, seis anos mais tarde em 1866, concretizada por um comerciante e interessado em ciências das mais diversas, Otto. De nacionalidade Alemã nascido em Holzhausen an der Haid, Otto teve contato na época com outros inventores e cientistas que ao mesmo tempo e até antes de Otto já trabalhavam em projetos semelhantes, pois na época, o motor a vapor já estava bem difundido entre eles. Inclusive com certa freqüência já se via algumas embarcações nos rios e algumas locomotivas movidas pela pressão do vapor cruzando o território Europeu e Americano.
Otto teve a ideia de construir um mecanismo, baseado no conjunto mecânico de pedal e manivela muito utilizados em serviços braçais e nas bicicletas, onde uma mistura de ar e combustível pudesse explodir e gerar força e movimento. Esse mecanismo foi projetado e construído para trabalhar em um ciclo de quatro tempos, daí o nome no motor que ficou conhecido como motor de combustão interna ciclo Otto.

### Vantagens do motor de Otto

#### Baixo peso
O motor de Otto obteve inúmeras vantagens em relação ao motor a vapor. Uma delas é o baixo peso já que o motor a combustão interna não precisava de um reservatório de água para ser aquecida, muito menos um combustível para ser queimado e aquecer a água, sendo na época comum utilizar a lenha ou o carvão.

#### Consumo
Outra vantagem era o baixo consumo de combustível, embora ainda sendo benzeno e um sistema de alimentação de combustível não muito eficiente, que se diferenciava dos motores anteriores, onde em poucos quilômetros ou em poucas horas de funcionamento queimavam um balaio de lenha.

#### Potência

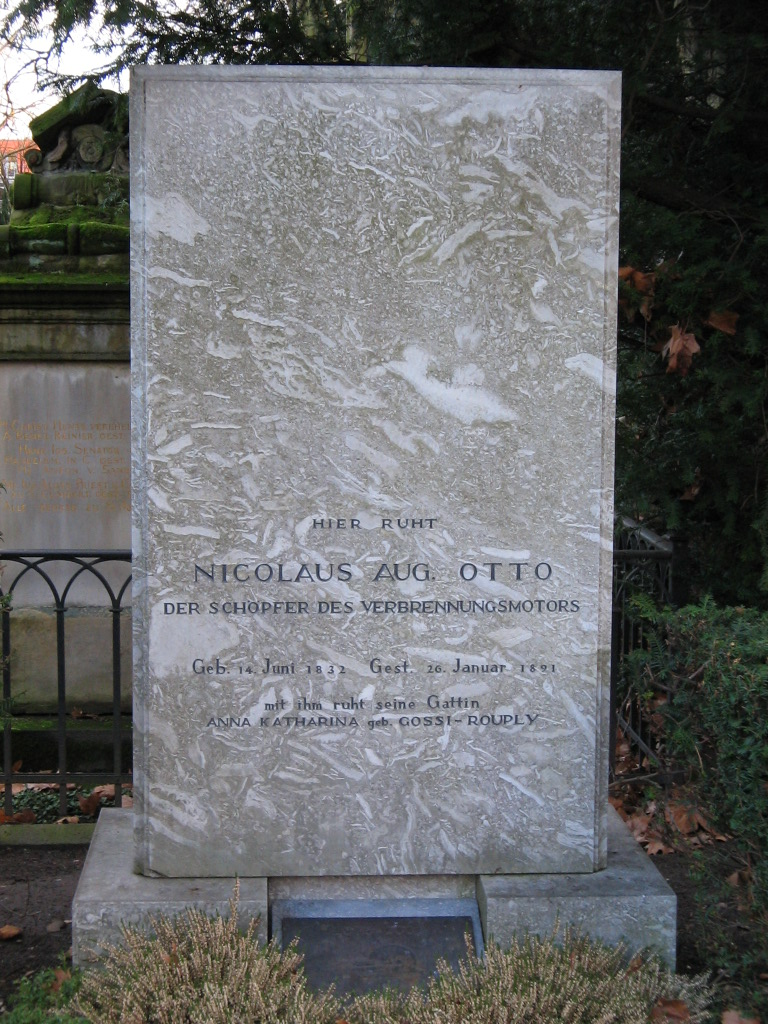
Aqui repousa Nicolaus Aug. Otto, inventor do motor de combustão interna, nascido em 14 de junho de 1832 e falecido em 26 de janeiro de 1891. Com ele repousa sua mulher Anna Katharina, nascida Gossi-Rouply. Lápide no Cemitério Melaten em Colônia

A potência dos motores de combustão interna ciclo Otto também superava, em proporções de tamanhos, a do motor a vapor. Apenas a pressão do vapor empurrava os pistões e bielas para gerar força e movimento rotativo enquanto no motor de ciclo Otto uma explosão de combustível, um poder térmico e um deslocamento de gases assumia o papel do vapor com muito mais eficiência, gerando maior potência. Quando a utilização de gasolina, que antes de ser utilizada nos motores era um subproduto do petróleo jogado fora, passou a ser um combustível com mais poder de explosão e com um percentual de lubrificação, alimentando os motores, o motor de ciclo Otto aumentou ainda mais a sua potência e torque.
O motor de combustão interna ciclo Otto com todas essas vantagens, sendo mais leve e compacto oferecendo mais versatilidade em comparação com os motores a vapor, logo se consagrou como a força motriz que se estenderia até os dias atuais nas mais diferentes aplicações que pudesse servir com a sua força de trabalho ao homem. Os automóveis, as embarcações, os ônibus, os caminhões, as máquinas de trabalho rural e de canteiros de obras, assim como na indústria em geral e até mesmo na aviação utilizam ainda o princípio de funcionamento, em motores de combustão interna, de 150 anos atrás.
Em 1996 foi incluído no Automotive Hall of Fame.